# Biblioteca scientifica Mychajlo Maksymovyč
La Biblioteca scientifica Mychajlo Maksymovyč (in ucraino Наукова бібліотека імені Михайла Максимовича?, Naukova biblioteka imeni Mychajla Maksymovyča) è la principale biblioteca dell'Università nazionale Taras Ševčenko di Kiev in Ucraina. Si trova accanto alla sede universitaria ed è stata fondata con l'ateneo nel 1834.

## Storia

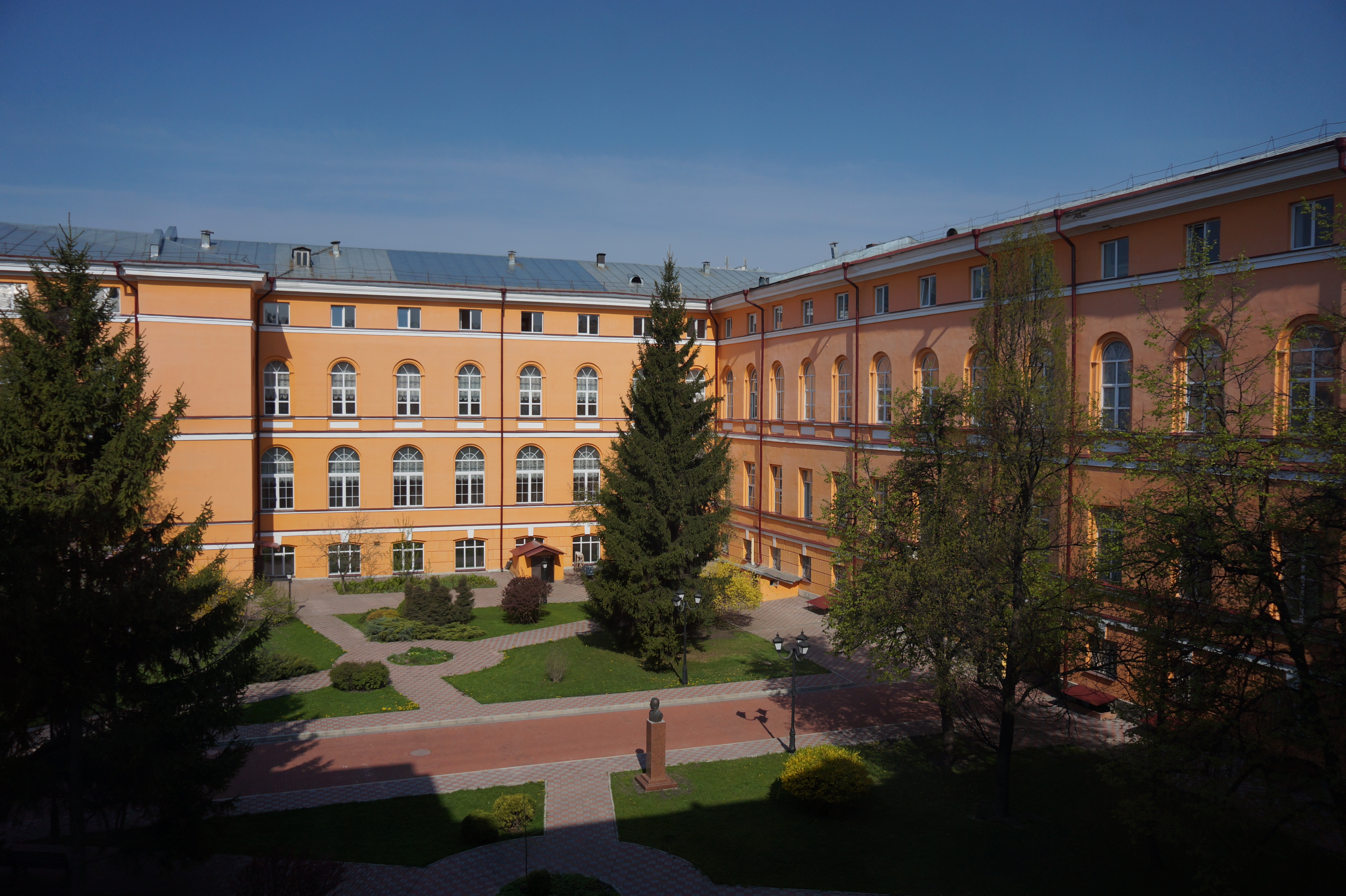
Cortile interno della biblioteca

La biblioteca fu fondata insieme all'Università nel 1834 partendo da una prima dotazione di oltre 34 000 volumi.
La sede nella quale si trova venne edificata tra il 1939 e il 1940 secondo lo stile neoclassico su progetto di Vasyl Osmak e Pavlo Alešin. Nel 1940 venne ufficialmente definita biblioteca scientifica e in quel momento conservava oltre 1 000 000 volumi.
Durante la seconda guerra mondiale, con l'occupazione della Germania nazista, parte di questi volumi fu confiscata e trasferita in Germania mentre molti altri vennero distrutti dall'incendio che danneggiò l'edificio nel 1943.
Venne nuovamente riaperta un anno dopo e dal 1994 è stata dedicata a Mychajlo Maksymovyč, il primo rettore dell'Università.

## Descrizione
La facciata è in stile neoclassico e presenta una parte centrale caratterizzata, al piano nobile, da semicolonne ioniche che reggono un frontone triangolare. Il corpo centrale è affiancato da dua ali simmetriche ai lati che formano il cortile interno. Oltre alle sale destinate alla conservazione del patrimonio librario vi sono 16 sale di lettura.

## Patrimonio
Il fondo della biblioteca conserva oltre 3 500 000 tra volumi, periodici e altro materiale stampato. Nella Stanza del libro raro, presente dal 1983, sono raccolte pubblicazioni uniche e preziose.
Le sezioni presenti sono dedicate all'approfondimento di vari aspetti delle scienze e non solo:
- Scienze biomediche e medicina
- Biochimica, genetica e biologia molecolare
- Ecologia
- Energia
- Immunologia e microbiologia
- Ingegneria
- Esame forense e sicurezza
- Scienze matematiche
- Scienze della Terra e del Pianeta
- Assistenza sanitaria
- Psicologia
- Scienze agrarie, biologiche e alimentari
- Scienze sociali
- Farmacologia, tossicologia e farmaceutica
- Finanze
- Ingegneria Chimica
- Chimica
- Chirurgia